# مسینا
مسینا یا مسین (به ایتالیایی Messina) نام شهری در جزیره سیسیل مشرف بر تنگه‌ای به همین نام* بین سیسیل و جنوب ایتالیاست.

## جغرافیا
این تنگه دو دریای تیرنین* و یونین* را که از شعبات مدیترانه هستند به هم مربوط می‌سازد.
طول این آبراه ۲۴ کیلومتر و پهنای آن از ۳ تا ۱۸ کیلومتر می‌باشد.
این شهر که مرکز استانی به همین نام است بالغ بر ۲۵۷۳۰۰ تن جمعیت دارد. استان مسینا دارای ۳۲۴۸ کیلومتر مربع مساحت و ۶۷۴۱۰۰ نفر جمعیت است.

## تاریخ

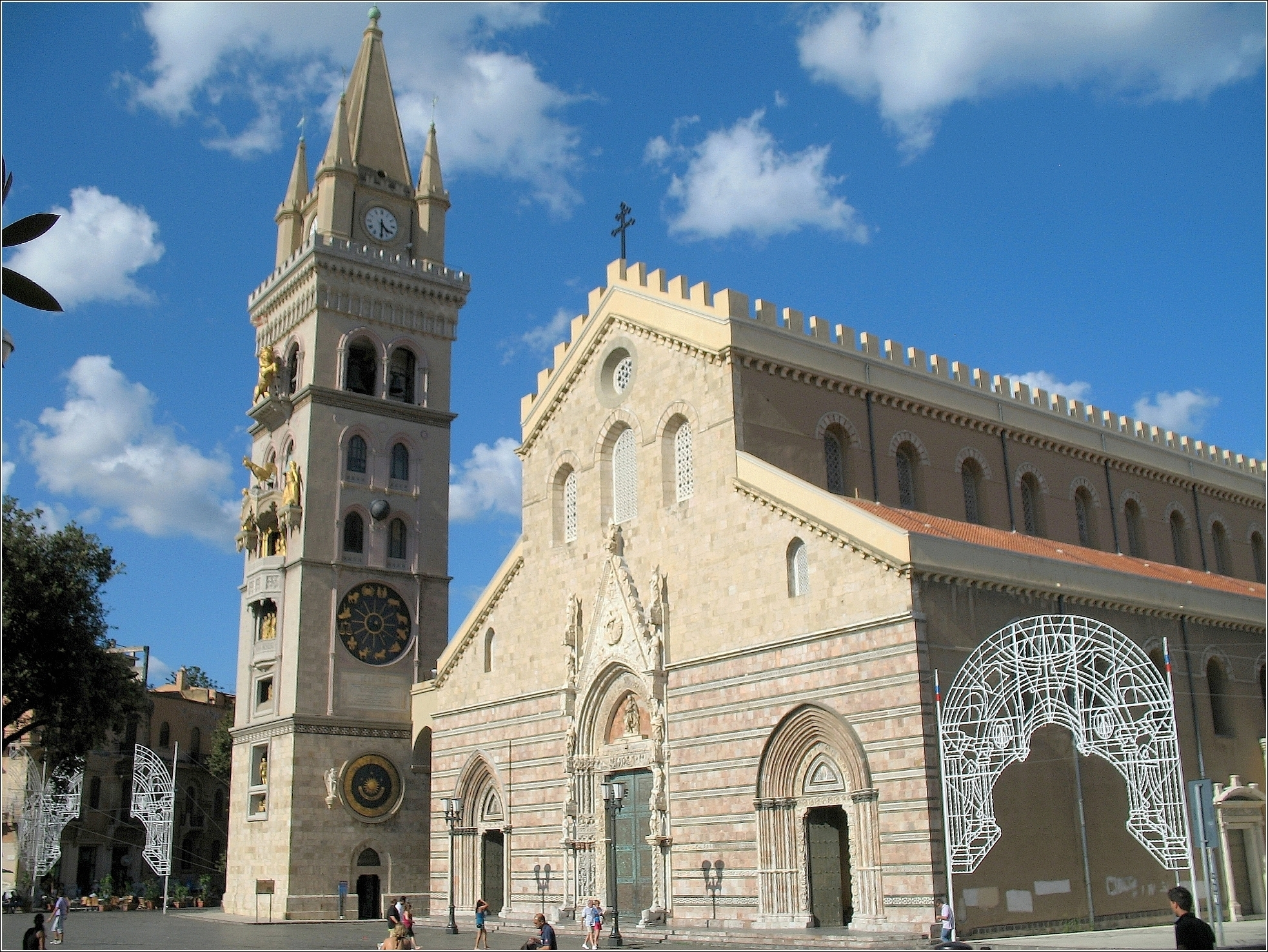
کلیسای جامع مسینا

مسینا درسدهٔ هشتم پیش از میلاد بر روی شهرک قدیمی‌تری که یک مجتمع یونانی بود، احداث شد و در قرن پنجم پیش از میلاد مسانا نامیده شد. در قرن سیزدهم میلادی برای کسب استقلال تلاش هائی از طرف اهالی مسینا صورت گرفت که مانند بقیه شهرهای سیسیل به نتیجه‌ای نرسید. این شهر در سال ۱۹۰۸ (میلادی) در اثر زلزله آسیب فراوان دید و ۸۴۰۰۰ نفر کشته به جای گذاشت. بازسازی مجدد مسینا بر روی سکوئی پی ریزی شد که شبیه صفحه شطرنج می‌باشد.
Zankle زانکله نام باستانی شهر مسینا سومین شهر بزرگ جزیره سیسیل در جنوب ایتالیا می‌باشد. نام زانکله از واژه زانکلون بمعنای داس از زبان سیکلی‌ها میآید و این بخاطر شکل داس مانند شهر بود. پیدایش زانکله یا مسینا مدیون موقعیت طبیعی و جغرافیایی مناسب بود که به راهزنان دریایی این اجازه را میداد که پس از یورش به کشتیهای بازرگانی باستان و چپاول آن‌ها با درآنجا پناه یابند. مسینا در طول حیات خویش نه تنها فراز و نشیبهای سیاسی را متحمل گردید بلکه در سالهای 1783 و 1908 زمین لرزهای ویرانگری را تجربه کرد و در خلال جنگ جهانی دوم هدف بمبارانهای هوایی متفقین قرار گرفت. امروزه مسینا شهری مدرن و مرکز فرهنگی و بازرگانی می‌باشد. برخلاف دیگر شهرهای واقع شده در سیسیل مسینا دارای بارندگی کافی بوده و از اینرو حاصلخیز می‌باشد.
در سال ۱۷۴۳، ۴۸۰۰۰ نفر در اثر طاعون در شهر کشته شدند.

## اقتصاد
صنایع عمده آن تهیه مواد غذائی، چرمسازی، کشتی‌سازی و تجارت می‌باشد. شهر مسینا دارای دانشگاه [تأسیس در سال ۱۵۴۹ (میلادی)]، انستیتوی تحقیقات دریا زیستی، تئاتر و موزه می‌باشد. این شهر به فراوانی میوه مشهور است.

## میراث فرهنگی
آثار و ابنیه تاریخی که در جریان جنگ جهانی دوم آسیب دیده یا به‌طور کلی نابود شده بودند، ازنو بازسازی شده‌اند که می‌توان کلیسای «دم»*، «سانتیسیما آنونسیاتا دی کاتالانی»* را که متعلق به دوران نورمان‌ها است، نام برد.